# Primer intento de golpe de Estado de Venezuela de 1992
El primer intento de golpe de Estado en Venezuela de 1992 (autodenominada Operación Zamora y también conocido como 4F) fue llevado a cabo por un grupo de militares el martes 4 de febrero de ese año contra el entonces presidente Carlos Andrés Pérez. La cifra oficial es de 32 fallecidos.
La rebelión estalló en Caracas, Maracaibo, Valencia y Maracay y secuestraron al gobernador del Zulia, Oswaldo Álvarez Paz. El intento golpista no logró sus objetivos y los rebeldes se rindieron. Entre los oficiales rebeldes que comandaron esta maniobra se encontraban, principalmente, cinco tenientes coroneles del ejército: Hugo Chávez Frías, Francisco Arias Cárdenas, Yoel Acosta Chirinos, Jesús Miguel Ortiz Contreras y Jesús Urdaneta.
Los participantes en esta acción fueron llevados a prisión por su actuación en el hecho, siendo su causa posteriormente sobreseída y puestos en libertad durante el mismo gobierno de Carlos Andrés Pérez y posteriormente también durante el segundo gobierno de Rafael Caldera.
Según el historiador Tomás Straka «Chávez fracasó militarmente, pero tuvo éxito político», ya que en 1998 ganó las elecciones presidenciales.

## Antecedentes

### Políticos y económicos
Venezuela había gozado de un período de estabilidad económica y social que era notable en América Latina en las décadas de 1960 y 1970. Dicha estabilidad estaba basada en la cuantiosa entrada de divisas extranjeras producto de la venta de petróleo y en el alineamiento político con los Estados Unidos, principal socio comercial del país. Varias circunstancias produjeron una caída internacional de los precios durante los 80's y los gobiernos de Luis Herrera Campíns y Jaime Lusinchi se mostraron incapaces de diversificar la economía venezolana, fuertemente dependiente del petróleo. Adicionalmente, políticas internas no acertadas llevadas a cabo por ambos gobiernos fueron deteriorando la calidad de vida de la población: el modelo rentista petrolero –antes exitoso– empezaba a colapsar y frente a una nueva realidad mundial, Venezuela comenzó a transitar un largo camino de crisis económicas.
Carlos Andrés Pérez, que en su primer gobierno (1974-1979) logró un gran crecimiento económico, regresa a la escena política diez años después, portando dicho aval: esto le valió resultar ganador en las elecciones de 1988, con una considerable mayoría que esperaba resolviese la fuerte crisis económica. Sin embargo Pérez, con políticas diametralmente opuestas a las de su primer gobierno, aplica un programa de ajustes macroeconómicos preconizado por el Fondo Monetario Internacional (el llamado Gran Viraje).
Este programa incluía, entre otros aspectos, la liberación de precios controlados por la anterior administración, principalmente de la gasolina, pero su aplicación inmediata no hizo sino supuestamente profundizar los problemas de la mayoría de la población. Las consecuencias sociales no se hacen esperar: en Caracas, en febrero de 1989 se producen intensos disturbios, saqueos a gran escala, protestas y una subsecuente represión militar, conocida como el Caracazo. Además de la crisis económica, estos hechos demostraban la existencia de una latente pero muy fuerte crisis social: este fue el germen del intento golpista de 1992.

### Ideológicos
Varios participantes en el golpe de Estado formaron parte del Partido de la Revolución Venezolana (PRV), fundado por el exguerrillero Douglas Bravo, quien concibió la estrategia de infiltrar las Fuerzas Armadas venezolanas como requisito para la toma del poder en Venezuela. En 1982 se fundó el EBR-200 (Ejército Bolivariano Revolucionario), posteriormente renombrado Movimiento Bolivariano Revolucionario - 200 en 1989, debido a la incorporación de civiles después del Caracazo.

## Historia

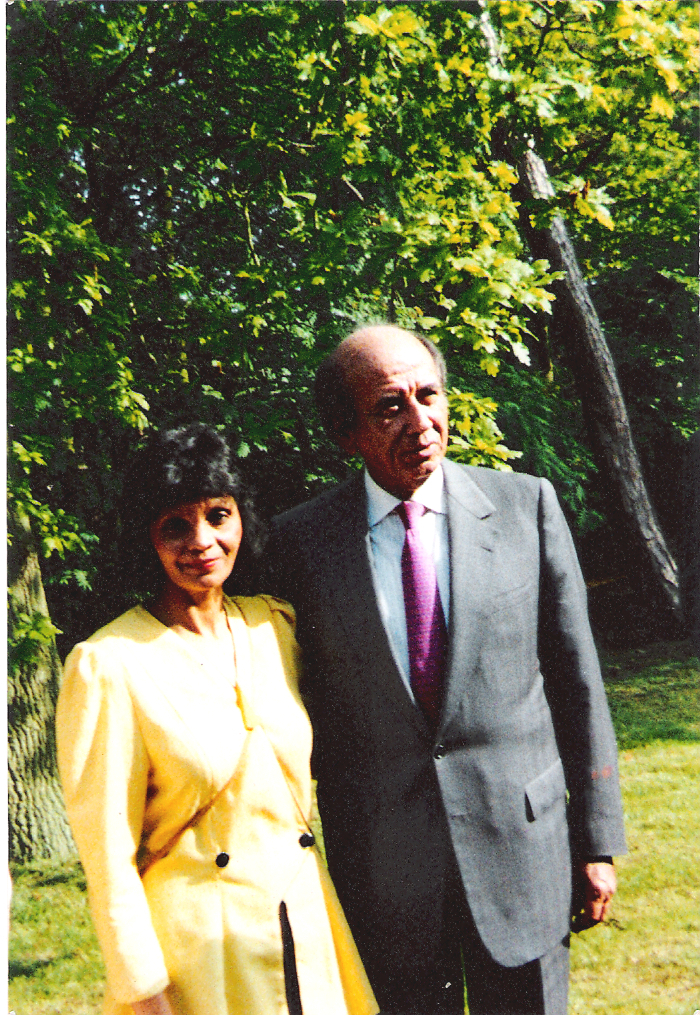
CAP en 1992.

### Preparación
Según el capitán Joaquín Suárez, la operación empezó a gestarse a mediados de 1989.
El exmiembro del Buró Político del PRV y exfundador del Movimiento Político Ruptura Kléber Ramírez Rojas declaró: «Hacia mediados de noviembre de 1991 en una reunión presidida por el comandante Chávez (...) se decidió crear una comisión redactora de los documentos fundamentales para la instalación de un nuevo gobierno. Esa comisión me fue encomendada presidirla, por lo que trabajé intensamente en ello».
Chávez tenía el apoyo de cerca del 10% de las fuerzas militares. Inicialmente planeado para ser ejecutado en diciembre de 1991, fue retrasado para la medianoche del 4 de febrero de 1992.
Según Pablo Medina, el 1 de enero de 1992 se reunió con Chávez, Arias Cárdenas y Kléber para discutir la conformación de una Junta de Gobierno, integrada por cinco civiles y cuatro militares, entre otros, José Vicente Rangel, Abdón Vivas Terán, Andrés Velásquez, Luis Miquilena y Manuel Quijada. El excomandante del Ejército Carlos Julio Peñaloza escribió, por su parte, que el plan era matar al presidente Pérez en caso de ser capturado, y que la Junta pretendía instalar a Rafael Caldera como presidente.
Chávez y el exministro de Defensa Ochoa Antich conversaron en México en 1996. Ochoa declaró posteriormente respecto al encuentro: «... Me dijo que había ordenado que se me respetara la vida. Le dije: 'Chávez, eso quiere decir que si me hubiera resistido, me habrías matado'. Y él me contestó: 'Ese hubiera sido su problema'».

### Intento de golpe de Estado

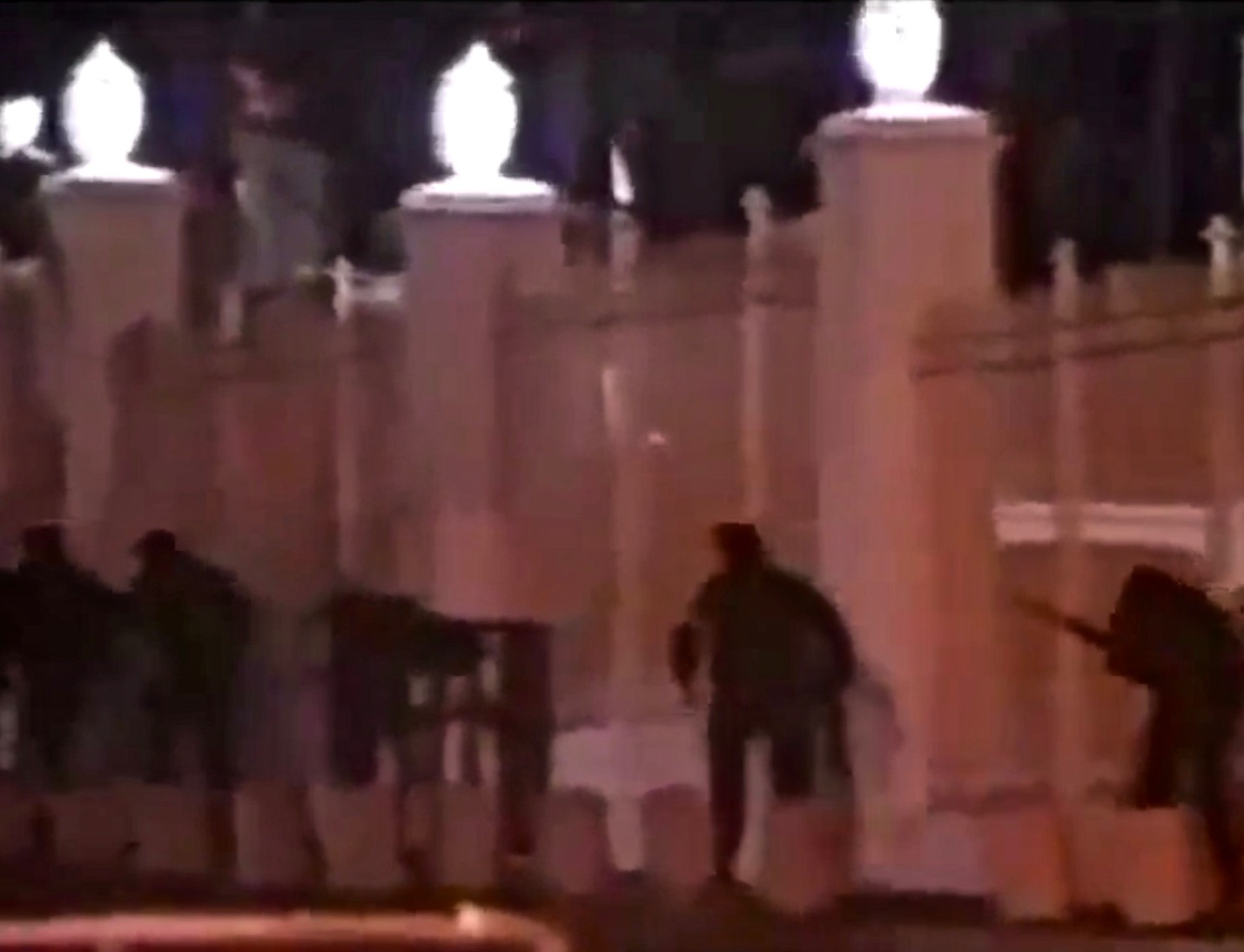
Tropas del MBR-200 corriendo fuera de los muros del Palacio de Miraflores.

En el intento de golpe militar participaron 5 tenientes coroneles como cabezas visibles del movimiento, seguidos de 14 mayores, 54 capitanes, 67 subtenientes, 65 suboficiales, 101 sargentos de tropa y 2056 soldados alistados, Los participantes, pertenecientes a 10 batallones, formaban parte de las guarniciones militares de los estados Aragua, Carabobo, Miranda, Zulia y el Distrito Federal, y fueron dirigidos por los jóvenes oficiales encabezados por Hugo Chávez Frías y Francisco Arias Cárdenas, así como también Yoel Acosta Chirinos, Jesús Urdaneta y Jesús Miguel Ortiz Contreras. Este grupo formaba parte de una organización conocida como Movimiento Bolivariano Revolucionario 200 (MBR-200), con una ideología política influenciada por el pensamiento de Simón Bolívar. En Zulia, Arias Cárdenas secuestró al gobernador Oswaldo Álvarez Paz.

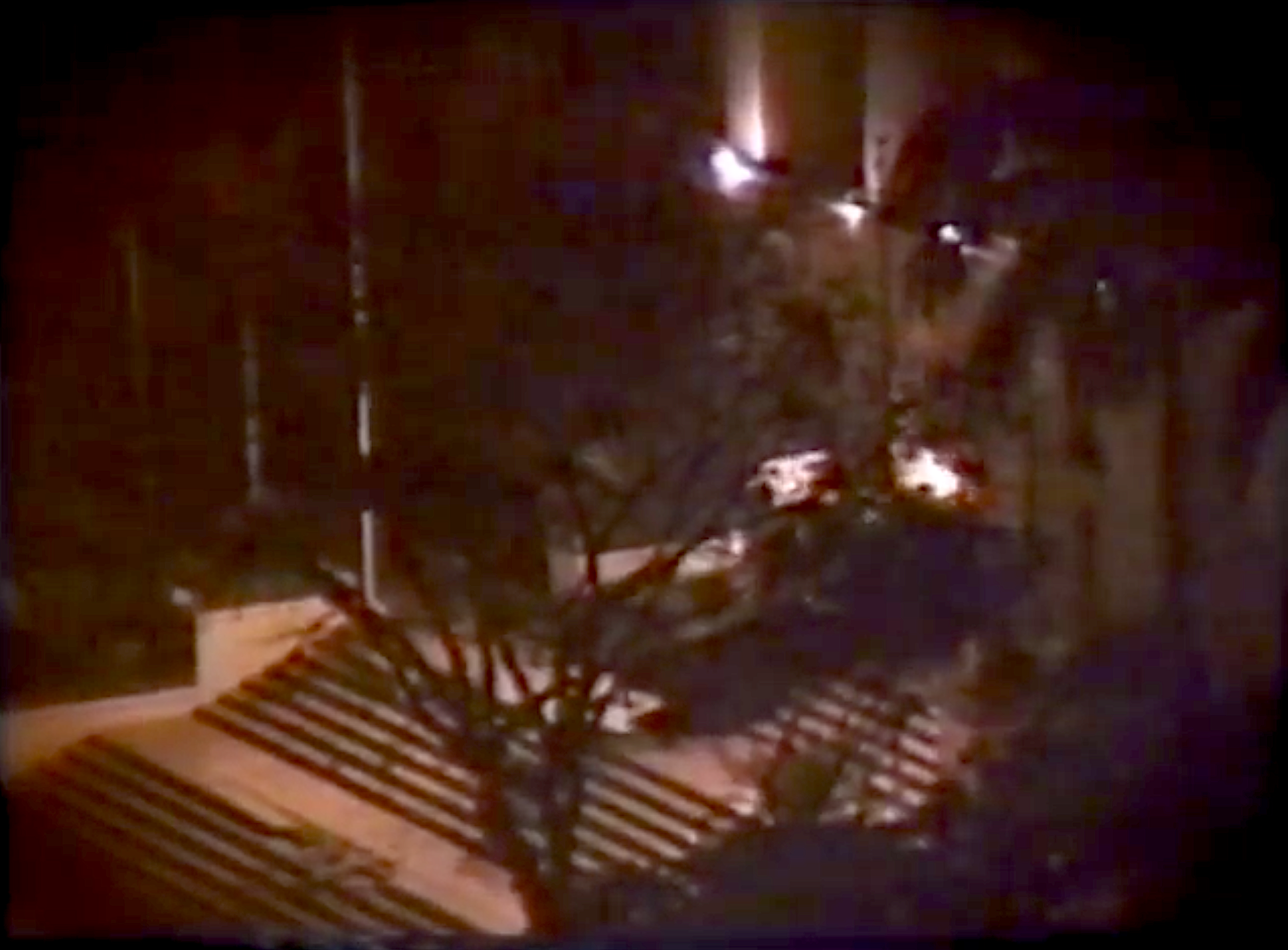
Un tanque en las escalinatas del Palacio de Miraflores en la noche del intento del golpe de Estado del 4 de febrero.

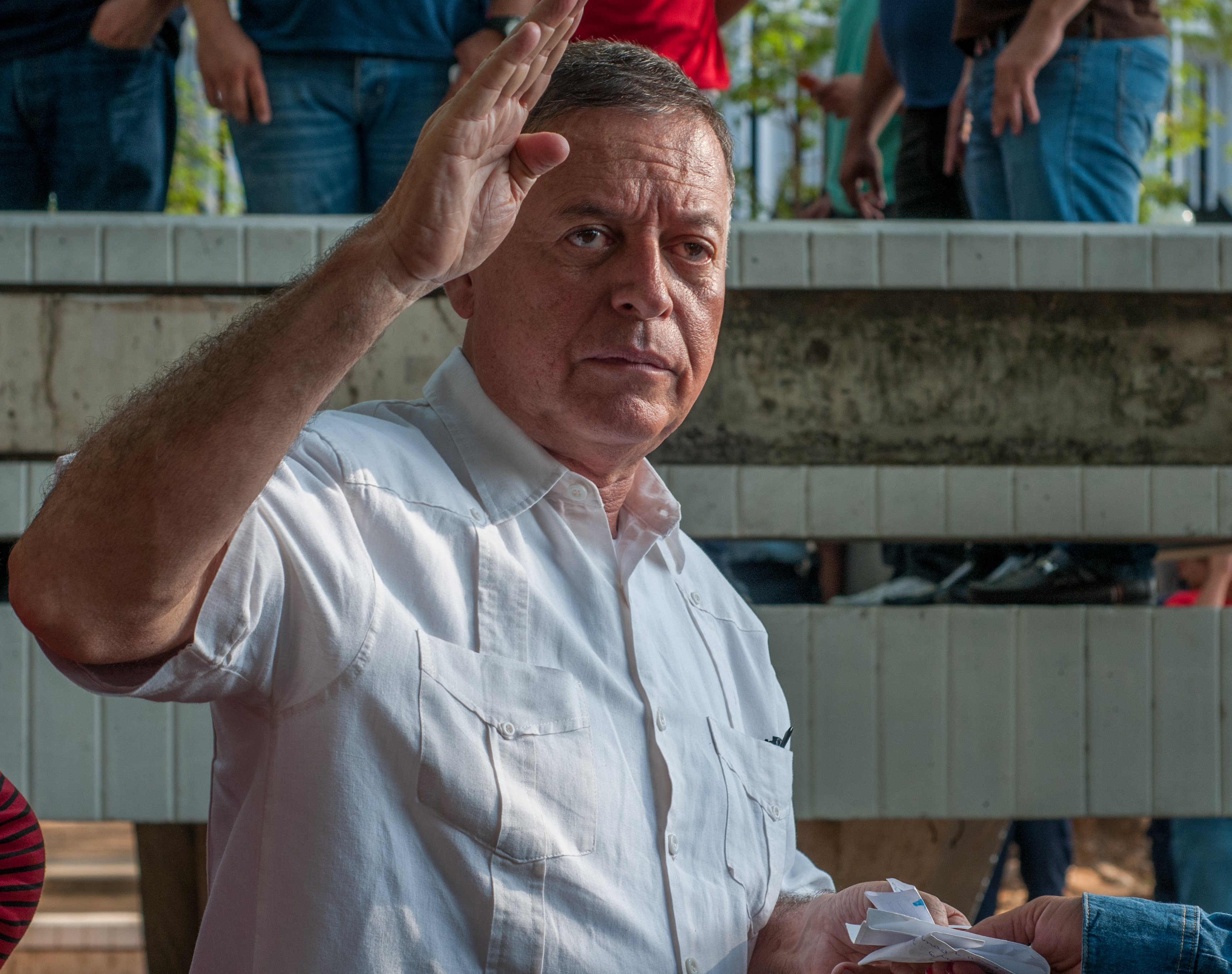
Francisco Arias Cárdenas secuestró al gobernador Oswaldo Álvarez Paz.

La movilización militar se inició el lunes 3 de febrero, cuando Pérez regresaba del Foro Económico Mundial de Davos, Suiza.
Diosdado Cabello lideró un grupo de cuatro tanques para atacar el Palacio de Miraflores y estaba encargado de las antenas que garantizarían la comunicación entre los alzados, pero que nunca funcionaron. El asalto al Palacio Presidencial se inició a las 12 de la medianoche del martes 4 de febrero. Al mismo tiempo militares al mando de Miguel Rodríguez Torres asaltaron la Residencia Presidencial (La Casona) y otras importantes ciudades del país. Los enfrentamientos fueron intensos en algunos casos. Carolina Pérez, hija menor de CAP, dijo: «Nos atacaron de una forma cruel y terrible por más de cuatro horas».
El ministro Andrés Eloy Blanco Iturbe fue el encargado de preparar la cadena presidencial de CAP en VTV en coordinación con el ministro de Comunicación, dando orden al general Caballero: «Va a evitar que esas antenas caigan en manos de los conspiradores y si no puede, túmbelas». Por petición de los militares leales al gobierno, Blanco se dirigió en un vehículo oficial camuflado al Palacio de Miraflores. En el camino se toparon con una tanqueta, de donde salió un soldado rebelde, que apuntó a Blanco y lo obligó a identificarse, lo que terminó en el asesinato del soldado por parte de uno de los conductores del vehículo oficial. Cuando llegó a Miraflores la situación estaba controlada y el intento de golpe aplacado, aunque el palacio estaba ensangrentado y con numerosas marcas de disparos. Blanco recibió a los representantes del gobierno allí, incluyendo al presidente CAP, quien hizo la cadena presidencial en todos los canales, menos en Radio Caracas Televisión (RCTV). El presidente del canal, Marcel Granier, y Eladio Lárez, lo contactaron para pedirle disculpas por no haberse unido a la transmisión; Blanco, por su parte, declaró en una entrevista en 2023 que dudaba de los argumentos e intenciones de estos.

### Rendición

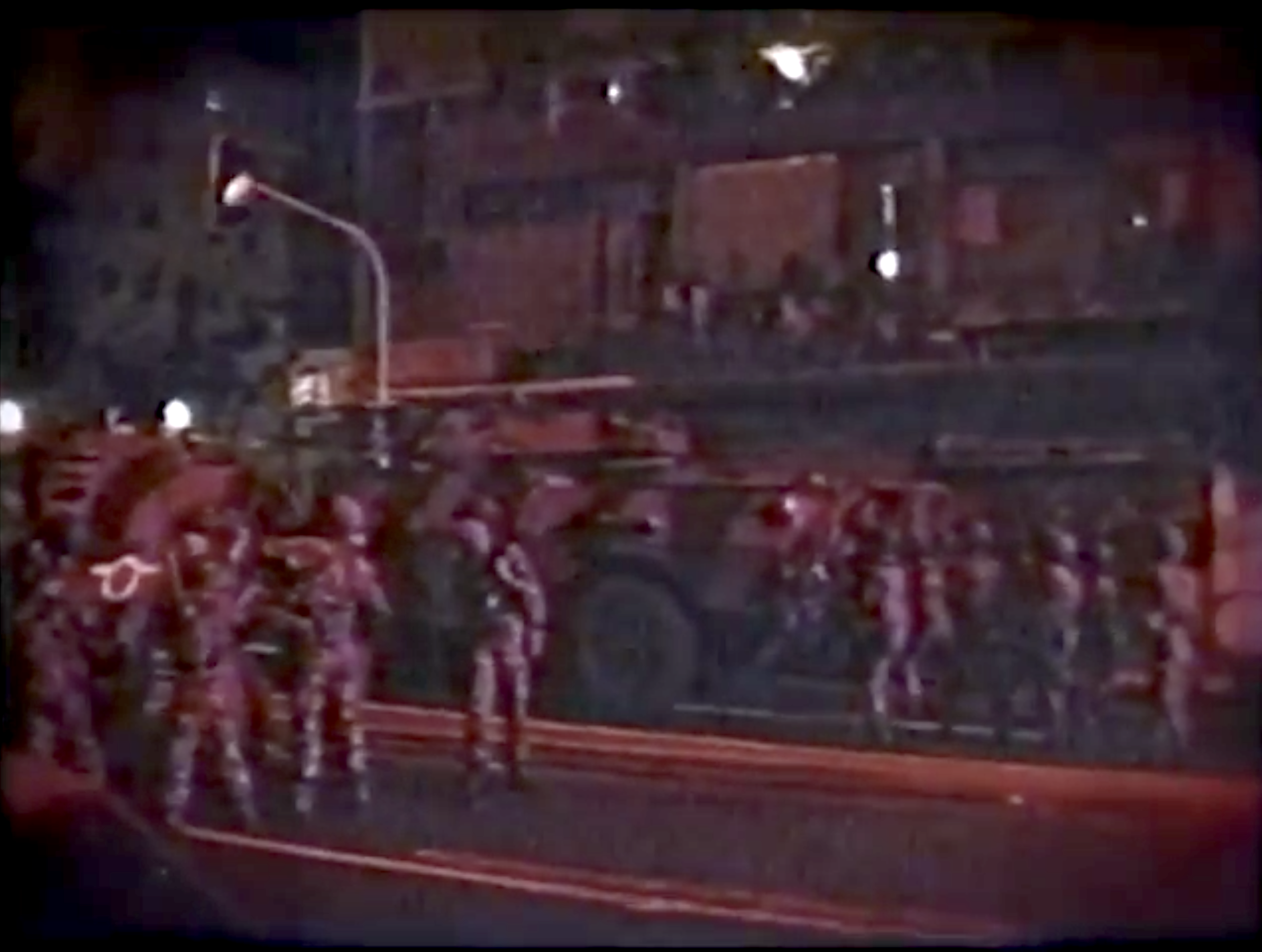
Tropas en la calle para ayudar a defender al presidente Pérez.

Fracasado el intento de toma de la ciudad capital, Caracas, los insurgentes se rindieron luego que las guarniciones del interior del país fueran recuperadas por las fuerzas del gobierno constitucional. 

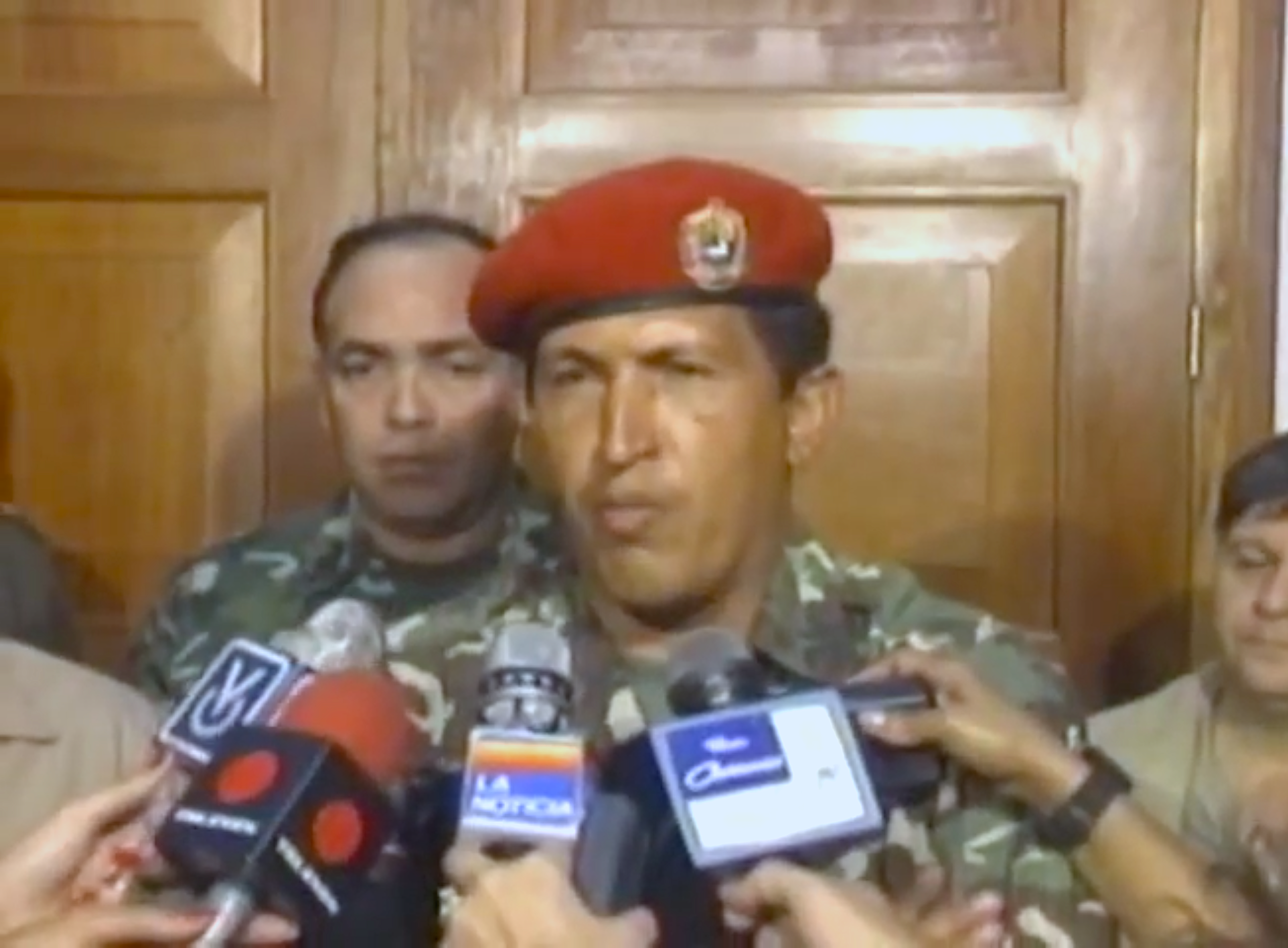
Chávez declara a los medios después de ser detenido.

El capitán Joaquín Suárez llamó desde el Despacho Presidencial al ministro de Defensa de Pérez, Fernando Ochoa Antich, y le dijo que se iban a rendir.  Tras rendirse y ser detenido por la DISIP, Hugo Chávez declaró a los medios:

Compañeros, lamentablemente por ahora los objetivos que nos planteamos no 
 han sido logrados en la ciudad capital. Nosotros acá, en Caracas, no logramos controlar el poder. Ustedes lo hicieron muy bien por allá, pero ya es tiempo de evitar más derramamiento de sangre, ya es tiempo de reflexionar y vendrán nuevas situaciones y el país tiene que enrumbarse.
Hugo Chávez.

## Respuesta gubernamental
Pérez se instaló en Miraflores para instalar un Consejo de ministros. Cerca de la medianoche Pérez se dirigió a la nación, haciendo otro mensaje hacia las 5 AM. El mandatario nacional decretó la suspensión de las garantías constitucionales, la cual tenía que ser discutida por el Congreso al día siguiente, y rindió homenaje a los militares abatidos defendiendo el Palacio Presidencial.

## Participantes

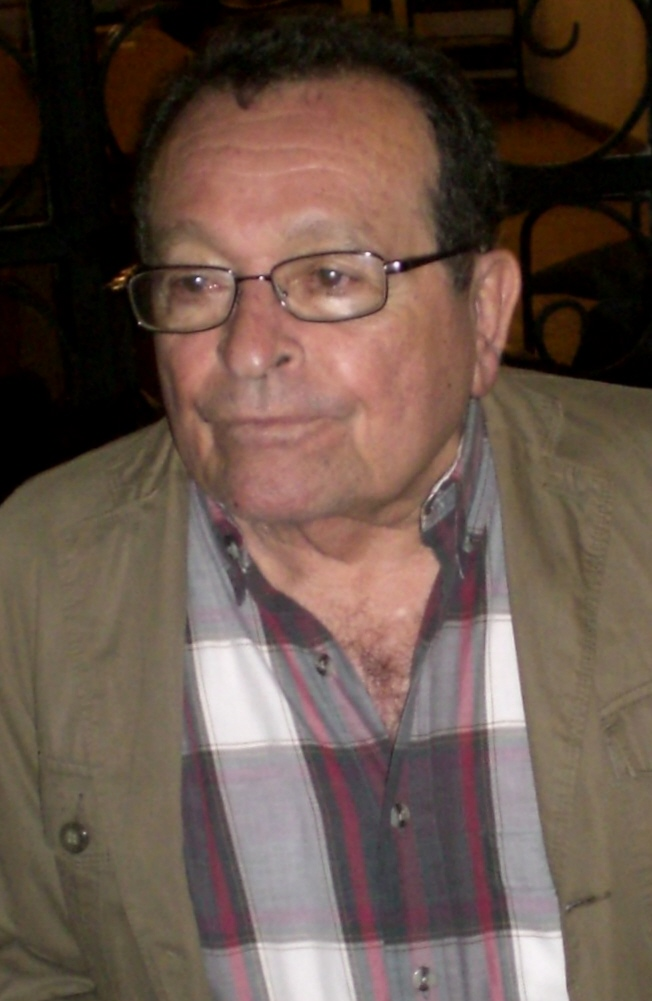
Douglas Bravo estuvo entre los participantes del 4F.

Hubo cuatro líderes, 5 tenientes coroneles, 14 mayores, 54 capitanes, 67 subtenientes, 65 suboficiales, 101 sargentos de tropa y 2.056 soldados alistados. Además, estuvo Douglas Bravo.

## Reacciones

### Venezuela
La población no manifestó su apoyo al gobierno, y tampoco salió a las calles a apoyar el golpe de Estado como lo pedían los militares golpistas. Los partidos políticos, así como la Confederación de Trabajadores de Venezuela (CTV) y Fedecámaras apoyaron el sistema democrático.
En esta reunión, el expresidente y senador vitalicio Rafael Caldera rompió la unanimidad que existía entre los parlamentarios, que apoyaban al Poder Ejecutivo, para criticar la situación del país y desestimar la interpretación de magnicidio que defendía Pérez.

### Comunidad internacional
El alzamiento fue condenado porː
- Brasil

- Cubaː Fidel Castro condenó el intento de golpe de Estado, dándole su apoyo público a Carlos Andrés Pérez, con quien tenía una buena relación.[28]
- Unión Europea
- México
- Organización de los Estados Americanos
- Estados Unidos

## Repercusión histórica

### Segundo intento de golpe de Estado de 1992
Un segundo intento de golpe de Estado el domingo 27 de noviembre del mismo año; durante el cual los golpistas llegaron a tomar las instalaciones del canal de televisión estatal Venezolana de Televisión, bombardear algunos edificios públicos, tales como el Palacio de Miraflores, el Ministerio de Relaciones Exteriores, y el aeropuerto La Carlota. La intentona fue derrotada pero una vez más contribuyó a mejorar la ya desacreditada imagen del Presidente. La mayoría de militares golpistas huyeron a Perú, con quien el Gobierno venezolano rompió relaciones diplomáticas después del autogolpe de Estado de Perú de 1992, donde fueron recibidos por Alberto Fujimori en calidad de presos políticos en abril.

### Sobreseimiento de Hugo Chávez y demás involucrados

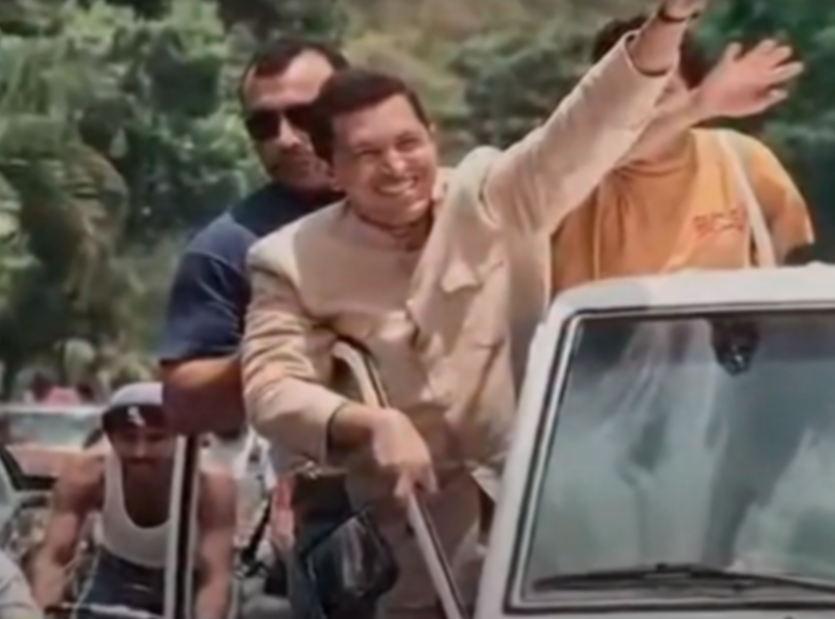
Chávez sale en libertad tras el sobreseimiento concedido por el presidente Rafael Caldera. 1994.

Los militares involucrados fueron juzgados y hallados culpables de rebelión. Tres de los cuatro candidatos con más votos en las Elecciones Presidenciales de 1993 ofrecieron darle amnistía a los participantes del 4F. Algunos fueron sobreseídos, otros dados de baja y el resto encarcelados, para después ser finalmente sobreseídos por el gobierno de Caldera el domingo 27 de marzo de 1994. Este lo hizo para tener una alianza con grupos políticos de izquierda que apoyaron el golpe y así mantener su gobierno. Entre los sobreseídos se encontraba Hugo Chávez.

### Auge del chavismo

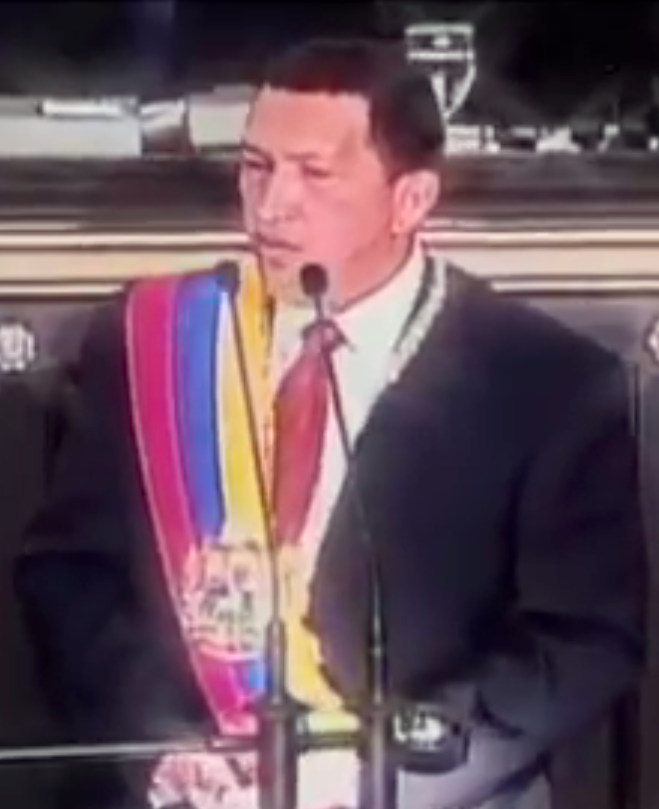
Chávez asume como presidente en 1999.

Con la imagen pública de Pérez desacreditada por las reformas económicas emprendidas, descrédito promovido por visiones izquierdistas, luego que la propuesta económica de Pérez tenía una visión liberal, y el estallido social del Caracazo, otros políticos comenzaron a desafiar su autoridad, poniendo en peligro el sistema democrático en el país que dio paso al chavismo en 1998.
Este evento transformó radicalmente la vida política venezolana, incorporando nuevos actores en la escena: de estos cuatro protagonistas, el primero fue Presidente de la República desde 1999 hasta 2013. Arias Cárdenas también ha incursionado en política. En las elecciones presidenciales de 2000 Chávez y Arias Cárdenas monopolizaron el 97% de los votos totales. Diosdado Cabello fue presidente interino en 2002.

#### Reivindicación y celebración del 4F
Hugo Chávez y Nicolás Maduro reivindicaron el intento de golpe del 4 de febrero y lo volvieron una efeméride. Según el historiador Tomás Straka, una de las consecuencias históricas del 4F ha sido la vuelta del golpismo como posibilidad política en Venezuela.

## Análisis
El mensaje televisivo en el cual Hugo Chávez anunció su rendición fue, según el escritor colombiano Gabriel García Márquez, «el primero de su campaña presidencial».
Según Tulio Hernández, el senador y futuro presidente Ramón J. Velásquez comentó poco despuésː

Alguien levantó la tapa del infierno en donde, luego de décadas de sufrimiento y luchas de varias generaciones venezolanas, habíamos encerrado a los demonios del militarismo. A partir de hoy andarán sueltos por ahí…y yo me pregunto ¿cuánto tiempo y cuánto sufrimiento les llevará a ustedes y a los que vienen volverlos a encerrar?

El exministro de Defensa, Fernando Ochoa Antich, declaró que «han querido presentar a Chávez como el héroe del 4 de febrero, pero su batallón debía haber atacado Miraflores junto a los tanques. Se atrasó y no atacó, pasó por Miraflores pero se fue al Museo Militar. No envió a ningún pelotón a combatir. Si Chávez ataca Miraflores, habrían apresado al Presidente».
El historiador Tomás Straka escribió que «Chávez fracasó militarmente, pero tuvo éxito político», ya que en 1998 ganó las elecciones presidenciales.

## En la cultura popular
- El director de cine venezolano Carlos Azpurúa, filmó la película Amaneció de golpe, basada en los acontecimientos de la intentona golpista.
- En la serie de televisión El Comandante, se recrea el 4F en el primer capítulo.